# WTA-seizoen 2004

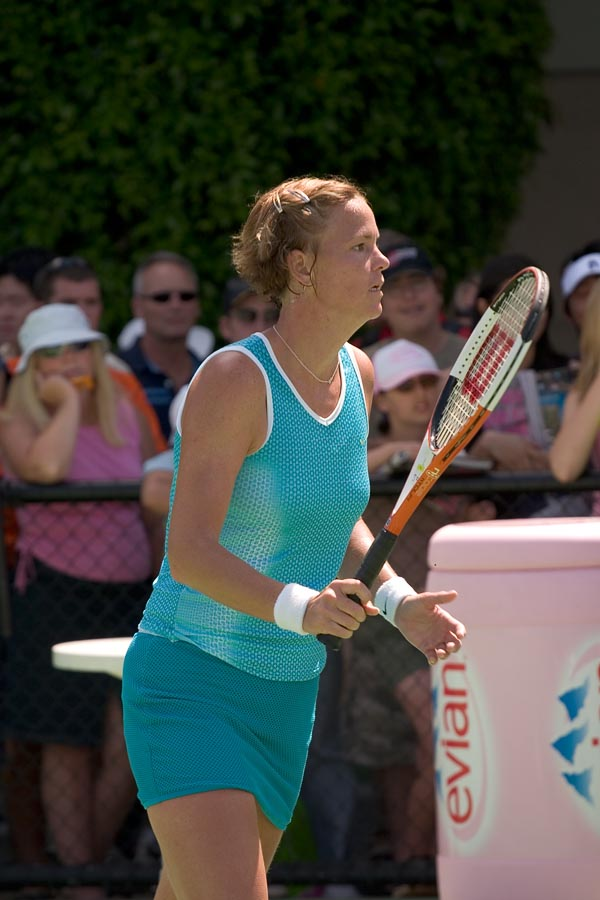
Winnares van de meeste enkelspeltitels: Lindsay Davenport

De WTA organiseerde in het seizoen 2004 onderstaande tennistoernooien.

## Winnaressen enkelspel met meer dan twee titels
| speelster              | aantal titels |
| ---------------------- | ------------- |
| Lindsay Davenport      | 7             |
| Justine Henin-Hardenne | 5             |
| Amélie Mauresmo        | 5             |
| Maria Sjarapova        | 5             |
| Alicia Molik           | 3             |
| Anastasija Myskina     | 3             |
| Svetlana Koeznetsova   | 3             |

## WTA-toernooikalender 2004
| Startdatum hoofdtoernooi | Officiële naam van het toernooi | Land, stad                          | Cat.     | ($)       | Ondergrond        | Winnares enkelspel     |         |
| ------------------------ | ------------------------------- | ----------------------------------- | -------- | --------- | ----------------- | ---------------------- | ------- |
| 2004-01-04               | Uncle Tobys Hardcourts          | Australië, Gold Coast               | Tier III | 170.000   | hardcourt, buiten | Ai Sugiyama            | details |
| 2004-01-05               | ASB Classic                     | Nieuw-Zeeland, Auckland             | Tier IV  | 140.000   | hardcourt, buiten | Eléni Daniilídou       | details |
| 2004-01-11               | Moorilla International          | Australië, Hobart                   | Tier V   | 110.000   | hardcourt, buiten | Amy Frazier            | details |
| 2004-01-11               | Women's Classic                 | Australië, Canberra                 | Tier V   | 110.000   | hardcourt, buiten | Paola Suárez           | details |
| 2004-01-11               | Adidas International            | Australië, Sydney                   | Tier II  | 585.000   | hardcourt, buiten | Justine Henin-Hardenne | details |
| 2004-01-19               | Australian Open                 | Australië, Melbourne                | G.S.     | 5.590.310 | hardcourt, buiten | Justine Henin-Hardenne | details |
| 2004-02-03               | Toray Pan Pacific Open          | Japan, Tokio                        | Tier I   | 1.300.000 | tapijt, binnen    | Lindsay Davenport      | details |
| 2004-02-09               | Open Gaz de France              | Frankrijk, Parijs                   | Tier II  | 585.000   | tapijt, binnen    | Kim Clijsters          | details |
| 2004-02-15               | Cellular South Cup              | Verenigde Staten, Memphis           | Tier III | 190.000   | hardcourt, binnen | Vera Zvonarjova        | details |
| 2004-02-16               | ING Vysya Open                  | India, Haiderabad                   | Tier IV  | 140.000   | hardcourt, buiten | Nicole Pratt           | details |
| 2004-02-16               | Proximus Diamond Games          | België, Antwerpen                   | Tier II  | 585.000   | tapijt, binnen    | Kim Clijsters          | details |
| 2004-02-23               | Duty Free Women's Open          | Verenigde Arabische Emiraten, Dubai | Tier II  | 585.000   | hardcourt, buiten | Justine Henin-Hardenne | details |
| 2004-02-23               | Copa Colsanitas                 | Colombia, Bogota                    | Tier III | 170.000   | gravel, buiten    | Fabiola Zuluaga        | details |
| 2004-03-01               | Abierto Mexicano MoviStar       | Mexico, Acapulco                    | Tier III | 170.000   | gravel, buiten    | Iveta Benešová         | details |
| 2004-03-01               | Qatar Total Open                | Qatar, Doha                         | Tier II  | 600.000   | hardcourt, buiten | Anastasija Myskina     | details |
| 2004-03-10               | Pacific Life Open               | Verenigde Staten, Indian Wells      | Tier I   | 2.100.000 | hardcourt, buiten | Justine Henin-Hardenne | details |
| 2004-03-24               | Nasdaq-100 Open                 | Verenigde Staten, Miami             | Tier I   | 3.060.000 | hardcourt, buiten | Serena Williams        | details |
| 2004-04-05               | Bausch & Lomb Champ's           | Verenigde Staten, Amelia Island     | Tier II  | 585.000   | gravel, buiten    | Lindsay Davenport      | details |
| 2004-04-05               | GP de SAR Pr. Lalla Meryem      | Marokko, Casablanca                 | Tier V   | 110.000   | gravel, buiten    | Émilie Loit            | details |
| 2004-04-12               | Estoril Open                    | Portugal, Estoril                   | Tier V   | 110.000   | gravel, buiten    | Émilie Loit            | details |
| 2004-04-12               | Family Circle Cup               | Verenigde Staten, Charleston        | Tier I   | 1.300.000 | gravel, buiten    | Venus Williams         | details |
| 2004-04-19               | Fed Cup (eerste ronde)          |                                     | ITF      |           |                   |                        | details |
| 2004-04-26               | J&S Cup                         | Polen, Warschau                     | Tier II  | 585.000   | gravel, buiten    | Venus Williams         | details |
| 2004-04-26               | Tippmix Budapest GP             | Hongarije, Boedapest                | Tier V   | 110.000   | gravel, buiten    | Jelena Janković        | details |
| 2004-05-03               | Ladies German Open              | Duitsland, Berlijn                  | Tier I   | 1.300.000 | gravel, buiten    | Amélie Mauresmo        | details |
| 2004-05-10               | Telecom Italia Masters          | Italië, Rome                        | Tier I   | 1.300.000 | gravel, buiten    | Amélie Mauresmo        | details |
| 2004-05-17               | Wien Energie GP                 | Oostenrijk, Wenen                   | Tier III | 170.000   | gravel, buiten    | Anna Pistolesi         | details |
| 2004-05-17               | Internationaux de Strasbourg    | Frankrijk, Straatsburg              | Tier III | 170.000   | gravel, buiten    | Claudine Schaul        | details |
| 2004-05-24               | Roland Garros                   | Frankrijk, Parijs                   | G.S.     | 5.982.126 | gravel, buiten    | Anastasija Myskina     | details |
| 2004-06-07               | DFS Classic                     | Verenigd Koninkrijk, Birmingham     | Tier III | 170.000   | gras, buiten      | Maria Sjarapova        | details |
| 2004-06-14               | Hastings Direct Int'l Champ's   | Verenigd Koninkrijk, Eastbourne     | Tier II  | 585.000   | gras, buiten      | Svetlana Koeznetsova   | details |
| 2004-06-14               | Ordina Open                     | Nederland, Rosmalen                 | Tier III | 170.000   | gras, buiten      | Mary Pierce            | details |
| 2004-06-21               | Wimbledon                       | Verenigd Koninkrijk, Londen         | G.S.     | 6.063.070 | gras, buiten      | Maria Sjarapova        | details |
| 2004-07-05               | Fed Cup (tweede ronde)          |                                     | ITF      |           |                   |                        | details |
| 2004-07-12               | Bank of the West Classic        | Verenigde Staten, Stanford          | Tier II  | 585.000   | hardcourt, buiten | Lindsay Davenport      | details |
| 2004-07-19               | JPMorgan Chase Open             | Verenigde Staten, Los Angeles       | Tier II  | 585.000   | hardcourt, buiten | Lindsay Davenport      | details |
| 2004-07-19               | Internazionali Femminili        | Italië, Palermo                     | Tier V   | 110.000   | gravel, buiten    | A Medina Garrigues     | details |
| 2004-07-25               | Acura Classic                   | Verenigde Staten, San Diego         | Tier I   | 1.300.000 | hardcourt, buiten | Lindsay Davenport      | details |
| 2004-08-02               | Rogers Cup                      | Canada, Montréal                    | Tier I   | 1.300.000 | hardcourt, buiten | Amélie Mauresmo        | details |
| 2004-08-02               | Nordea Nordic Light Open        | Zweden, Stockholm                   | Tier IV  | 140.000   | hardcourt, buiten | Alicia Molik           | details |
| 2004-08-09               | Idea Prokom Open                | Polen, Sopot                        | Tier III | 300.000   | gravel, buiten    | Flavia Pennetta        | details |
| 2004-08-09               | Odlum Brown Women's Open        | Canada, Vancouver                   | Tier V   | 110.000   | hardcourt, buiten | Nicole Vaidišová       | details |
| 2004-08-16               | Western & Southern Open         | Verenigde Staten, Cincinnati        | Tier III | 170.000   | hardcourt, buiten | Lindsay Davenport      | details |
| 2004-08-16               | Olympische spelen               | Griekenland, Athene                 | O.S.     | 0         | hardcourt, buiten | Justine Henin-Hardenne | details |
| 2004-08-22               | Pilot Pen Tennis                | Verenigde Staten, New Haven         | Tier II  | 585.000   | hardcourt, buiten | Jelena Bovina          | details |
| 2004-08-24               | Forest Hills Tennis Classic     | Verenigde Staten, Forest Hills      | Tier V   | 65.882    | hardcourt, buiten | Jelena Lichovtseva     | details |
| 2004-08-30               | US Open                         | Verenigde Staten, New York          | G.S.     | 7.017.780 | hardcourt, buiten | Svetlana Koeznetsova   | details |
| 2004-09-13               | Wismilak International          | Indonesië, Bali                     | Tier III | 225.000   | hardcourt, buiten | Svetlana Koeznetsova   | details |
| 2004-09-20               | China Open                      | China, Peking                       | Tier II  | 585.000   | hardcourt, buiten | Serena Williams        | details |
| 2004-09-27               | Guangzhou Internat'l Open       | China, Guangzhou                    | Tier III | 170.000   | hardcourt, buiten | Li Na                  | details |
| 2004-09-27               | Hansol Korea Open               | Zuid-Korea, Seoel                   | Tier IV  | 140.000   | hardcourt, buiten | Maria Sjarapova        | details |
| 2004-09-27               | Gaz de France Stars             | België, Hasselt                     | Tier III | 170.000   | hardcourt, binnen | Jelena Dementjeva      | details |
| 2004-10-04               | AIG Japan Open                  | Japan, Tokio                        | Tier III | 170.000   | hardcourt, buiten | Maria Sjarapova        | details |
| 2004-10-04               | Porsche Tennis Grand Prix       | Duitsland, Filderstadt              | Tier II  | 650.000   | hardcourt, binnen | Lindsay Davenport      | details |
| 2004-10-11               | Tashkent Open                   | Oezbekistan, Tasjkent               | Tier IV  | 140.000   | hardcourt, buiten | Nicole Vaidišová       | details |
| 2004-10-11               | Kremlin Cup                     | Rusland, Moskou                     | Tier I   | 1.300.000 | tapijt, binnen    | Anastasija Myskina     | details |
| 2004-10-17               | Swisscom Challenge              | Zwitserland, Zürich                 | Tier I   | 1.300.000 | hardcourt, binnen | Alicia Molik           | details |
| 2004-10-25               | Generali Ladies Linz            | Oostenrijk, Linz                    | Tier II  | 585.000   | hardcourt, binnen | Amélie Mauresmo        | details |
| 2004-10-25               | Seat Open                       | Luxemburg, Luxemburg                | Tier III | 225.000   | hardcourt, binnen | Alicia Molik           | details |
| 2004-11-01               | Bell Challenge                  | Canada, Québec                      | Tier III | 170.000   | hardcourt, binnen | Martina Suchá          | details |
| 2004-11-01               | Advanta Championships           | Verenigde Staten, Philadelphia      | Tier II  | 585.000   | hardcourt, binnen | Amélie Mauresmo        | details |
| 2004-11-10               | WTA Tour Championships          | Verenigde Staten, Los Angeles       | WTA      | 3.000.000 | hardcourt, binnen | Maria Sjarapova        | details |
| 2004-11-24               | Fed Cup (HF en finale)          | Rusland, Moskou                     | ITF      |           | tapijt, binnen    | Rusland                | details |

## Primeurs
Speelsters die in 2004 hun eerste WTA-enkelspeltitel wonnen:
- Nicole Pratt (Australië) in Haiderabad, India
- Iveta Benešová (Tsjechië) in Acapulco, Mexico
- Émilie Loit (Frankrijk) in Casablanca, Marokko
- Jelena Janković (Servië en Montenegro) in Boedapest, Hongarije
- Claudine Schaul (Luxemburg) in Straatsburg, Frankrijk
- Flavia Pennetta (Italië) in Sopot, Polen
- Nicole Vaidišová (Tsjechië) in Vancouver, Canada
- Li Na (China) in Guangzhou, China

## Statistiek van toernooien

### Toernooien per ondergrond
| ondergrond   | aantal | buiten/binnen | aantal |
| ------------ | ------ | ------------- | ------ |
| hardcourt    | 37     | buiten        | 28     |
| hardcourt    | 37     | binnen        | 9      |
| gravel       | 14     | buiten        | 14     |
| groen gravel | 1      | buiten        | 1      |
| gras         | 4      | buiten        | 4      |
| tapijt       | 4      | binnen        | 4      |
| TOTAAL       | 60     |               |        |